# 平成21年台風第18号
平成21年台風第18号（へいせい21ねん たいふうだい18ごう、アジア名：メーロー/Melor、フィリピン名：ケダン/Quedan）は、2009年9月に発生し、愛知県に上陸した台風。日本への台風上陸は2007年の台風9号以来2年ぶりで、2009年に日本に上陸した唯一の台風でもある。

## 概要

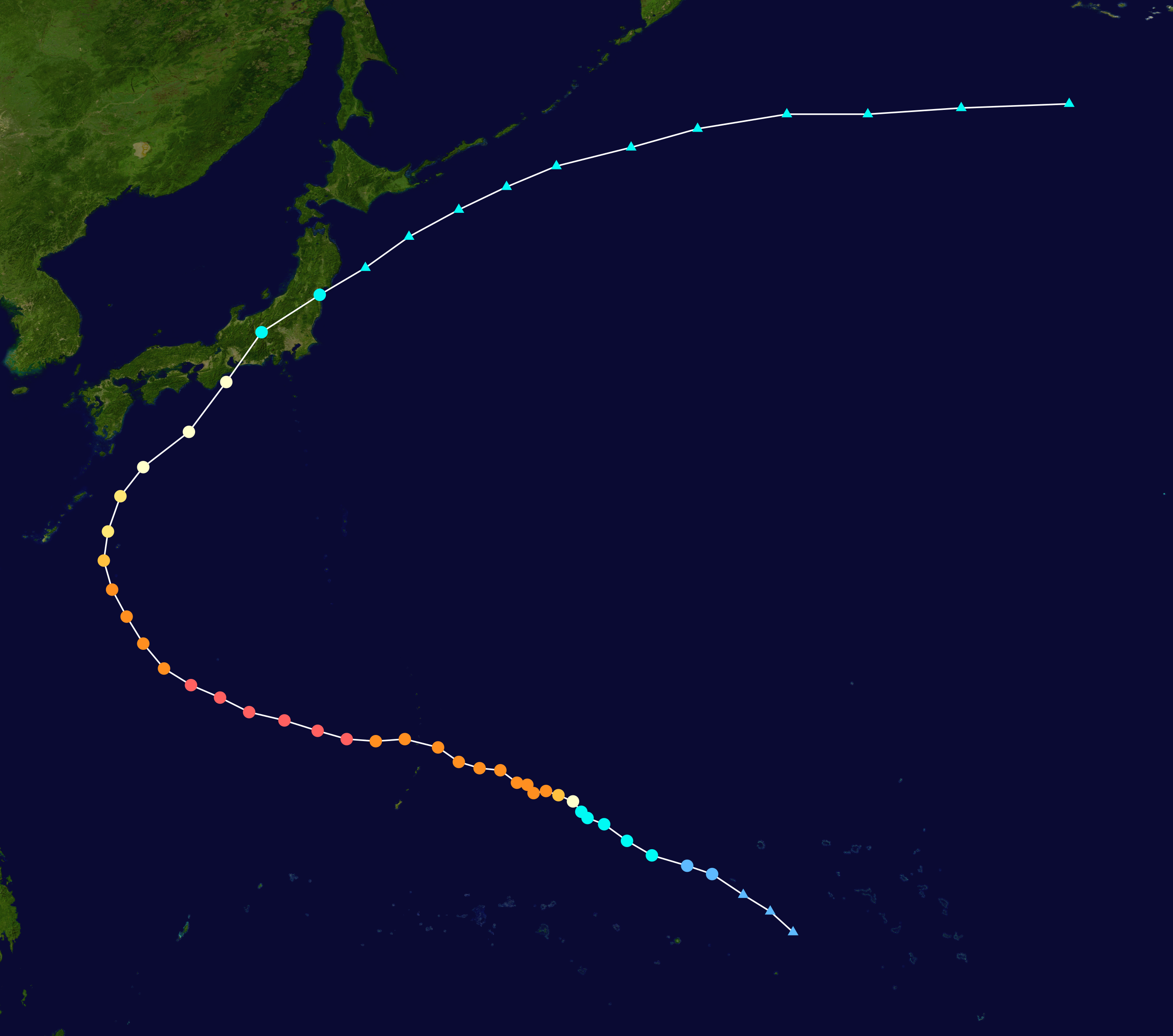
進路図

2009年9月29日21時頃、マーシャル諸島近海にあった熱帯低気圧が台風18号になり、アジア名「メーロー（Melor）」と命名された。命名国はマレーシアで、ジャスミンを意味する。また、フィリピン大気地球物理天文局（PAGASA）はこの台風について、フィリピン名「ケダン（Quedan）」と命名している。台風は西北西に進みながら発達し、10月4日には中心付近の最大風速が55m/sと猛烈な勢力となった。さらに、先に発生していた台風17号と藤原の効果となった。6日には進路を北寄りに変え、中心付近の最大風速が45m/sと非常に強い勢力で南大東島の南に進んだ。7日には非常に強い勢力を維持したまま、四国の南海上へと進んだ。8日には中心付近の最大風速が40m/sと強い勢力で紀伊半島の南を北東に進み、同日5時過ぎに愛知県知多半島付近に上陸後、東海地方・関東甲信地方・東北地方を進み、夕方には太平洋に達した。この間、最大風速は次第に弱まったが強風域は広がり、8日9時に群馬県高崎市付近で大型の台風となった。台風は9日、暴風域を保ったまま北海道の南を北東進し、同日15時に千島列島の近海で温帯低気圧に変わった。
日本に上陸するまでのこの台風の進路は、1959年の伊勢湾台風に類似していたという指摘もある。
この台風は、非常に強い勢力を維持したまま南西諸島から西日本に接近し、強い勢力で上陸したため、沖縄地方から北海道地方にかけての広い範囲で暴風が吹いた。また、台風を取り巻くように発達した雨雲の影響で、8日朝に茨城県と千葉県で竜巻が発生。愛知県東海市東海で8日5時48分までの1時間に83.5mmの猛烈な雨となったほか、近畿地方の一部では6日から9日までの総雨量が300mmを超えるなど、沖縄地方から北海道地方にかけて広い範囲で大雨が降った。7日から9日にかけは南西諸島から北日本の太平洋側や日本海沿岸、オホーツク海沿岸などで高さ4ｍをこえるしけとなり、近畿地方や東海地方の太平洋側や伊豆諸島などでは、一部で高さ9mをこえる猛烈なしけとなった。

## 気象状況

### 大雨
愛知県東海市で8日5時48分までの１時間に83.5mmの猛烈な雨（2000年の東海豪雨に次ぐ2位の降水量）が降ったほか、近畿地方の一部で6日から9日までの総雨量が300mmをこえるなど、沖縄地方から北海道地方の広い範囲で大雨となった。
1時間雨量
愛知県東海市（東海）： 83.5ミリ（10/8日5時48分まで）
福島県双葉郡浪江町（浪江）：52.0ミリ（10/8日7時41分まで）
浪江での統計開始以来の極値を更新した。
24時間雨量
和歌山県 東牟婁郡那智勝浦町（色川）：365.5ミリ（10/8日3時50分まで）
奈良県 吉野郡吉野町（吉野）：213.0ミリ（10/8日8時20分まで）
吉野での統計開始以来の極値を更新した。

### 暴風
沖縄地方から北海道地方にかけての広い範囲で暴風となった。また、台風をとりまく発達した雨雲の影響で、8日朝に茨城県と千葉県で竜巻が発生した。
最大瞬間風速
沖縄県島尻郡南大東村南大東島：58.9m/s（10/6日23時55分）
沖縄県島尻郡南大東村北大東：57.1m/s（10/7日01時15分）
最大風速
沖縄県島尻郡南大東村北大東：39.1m/s（10/7日00時17分）
北海道 幌泉郡えりも町えりも岬：36.0m/s（10/8日23時23分）
新潟県佐渡市弾崎：30.3m/s（10/8日13時38分）
弾崎での統計開始以来の極値を更新した。

## 被害
- 兵庫県1名死亡[2]、和歌山県1名死亡[17]、埼玉県3名死亡[18][19]、宮城県1名死亡[20]。総負傷者135名となっている[1]。
- 沖縄地方から北海道地方の広い範囲で、住家損壊や土砂災害、浸水被害などが発生[4]。
- 農業・林業・水産業被害や鉄道の運休、航空機やフェリーの欠航等による交通障害も発生した[4][21]。
- 茨城県土浦市と龍ケ崎市、千葉県九十九里町と山武市で竜巻が発生した[15][22]。被害の大きかった土浦市では計106棟（非住家等・49棟）が被害に遭い、全壊1棟（同・16棟）・半壊11棟（同・7棟）・一部破損94棟（同・26棟）に上った。龍ケ崎市では計114棟（非住家等・40棟）の全壊0棟（同・13棟）・半壊が5棟（同・1棟）・一部破損が109棟（同・26棟）・車両被害19台となる。九十九里町と山武市では計37棟（同・31棟）が被害に遭い、全壊が1棟（同・10棟）・半壊0棟（同・7棟）・一部破損36棟（同・14棟）・ビニールハウス7棟[23][24]。
- 愛知県・埼玉県・福島県・宮城県を中心に浸水被害が発生。床上浸水538棟・床下浸水2865棟。全壊4棟・半壊34棟・一部破損3370棟となる[1]。
- 各地において電柱の倒壊や樹齢300〜400年のマツ・約800年の直径約3メートルのスギなどの巨木が根元から折れるなどの被害を出している[25][26][27]。

## 影響
- 沖縄県の北大東島、南大東島において670世帯が、奄美大島や喜界島では計約1万100世帯で停電。鹿児島県でも約1万世帯が停電[28]。
- 関東など全国各地において停電が発生した[29][30]。
- 首都圏では鉄道各線において運休が相次いだ[31]。225万人以上に影響[32][15][33]。
- 幼稚園・小中高校・大学などの教育機関で41都府県・1万4853校において臨時休校[34][35][36]。35都府県・4297校が授業の早期切り上げや遅れて開始。
- 台風としての勢力が強く、台風17号との間で藤原効果を発生させている[37]。

### 港湾
- 三河港

10月8日 : 神野西ふ頭（豊橋市）で防潮堤（高さ4メートル）を越える高潮によって埠頭が浸水。2トン、136個のコンテナが浮き上がり散乱した。その後の高波については、東北地方太平洋沖地震における津波では被害は発生しなかった他、2011年台風15号においてはコンテナを事前に港から移動させたことにより、コンテナ被害は発生しなかった。

### 鉄道
JRグループ
10月7-8日 : サンライズ瀬戸・サンライズ出雲の上下5本ずつ、計10本について全区間で運休。トワイライトエクスプレス・日本海、きたぐにの計8本を運休。
- 四国旅客鉄道（JR四国）

10月7-8日 : 特急9本を含む計95本が運休（部分運休含む）。
- 西日本旅客鉄道（JR西日本）

10月8日 : 特急、計115本を運休。
- 東海旅客鉄道（JR東海）

10月7日 : ワイドビュー南紀など6本の特急、快速列車が運休。
10月8日 : 特急列車82本、快速列車24本が運休。
東海道本線
10月8日 : ホームライナーが米原駅-豊橋駅で運休。
名松線
10月9日- : 家城駅-伊勢奥津駅で発生した40か所での落石や土砂崩れ・線路下の土砂の流出に伴い全線において運休。2016年3月26日、同区間の復旧工事が完了し運行が再開された。松阪駅-家城駅については2009年10月14日まで運休。
- 東日本旅客鉄道（JR東日本）

10月8日 : 秋田新幹線・こまち上下9本が運休。こまち3本が区間運休。
名古屋鉄道
10月8日 : 全線で1017本が運休。
常滑線
10月8日 : 日長駅-長浦駅で土砂崩れにより運転見合わせ。
名古屋市交通局（名古屋市営地下鉄）
10月8日 : 名港線 名古屋港駅 - 金山駅間で、高潮を警戒して始発から運休。

### 道路

#### 国道
北海道
- 国道336号

10月9日-10月11日 : 様似町において倒木と法面の崩落による通行止め。
愛知県
- 国道155号

10月8日- : 知多市において落橋による通行止め。
- 国道257号

10月8日・10月8日-10月13日 : 新城市において倒木による通行止め。大型自動車については10月13日まで通行止め。
- 国道473号

10月8日-10月9日 : 東栄町と設楽町において倒木による通行止め。
三重県
- 国道163号

10月8日-10月22日 : 津市において法面の崩落による通行止め。
和歌山県
- 国道371号

10月8日-10月9日 : 高野町において倒木による通行止め。
奈良県
- 国道369号

10月8日-10月9日 : 宇陀市において崩土による通行止め。

#### 都道府県道
- 11月18日現在、5区間で通行止め[58]。

#### 高速道路
- 神戸淡路鳴門自動車道

10月8日 : 淡路島南IC-鳴門ICが一時通行止め。
- 阪神高速道路5号湾岸線

10月8日 : 中島出入口（IC）-六甲アイランド北出入口（IC）が一時通行止め。
- 東名高速道路

10月8日 : 豊川IC-豊田ICが強風の影響で一時通行止め。
10月8日 : 富士IC-清水ICが高波の影響で一時通行止め。
- 伊勢湾岸自動車道

10月8日 : 豊明IC-みえ川越ICが強風の影響で一時通行止め。
- 東名阪自動車道

10月8日 : 弥富IC-桑名東ICが強風の影響で一時通行止め。
- 新名神高速道路

10月8日 : 甲賀土山IC-草津JCTが大雨の影響で一時通行止め。
- 舞鶴若狭自動車道

10月8日 : 舞鶴東IC-小浜西ICが大雨の影響で一時通行止め。
- 常磐自動車道

10月8日 : 広野IC-常磐富岡ICが一時通行止め。
- 東北自動車道

10月8日 : 仙台南IC-泉ICの下り線が道路冠水のため一時通行止め。

### 航路
- JR九州高速船（博多港-釜山港（大韓民国））

10月7日 : 午前10時以降の計5便が欠航。
10月8日 : 全便欠航。
- 宮崎カーフェリー（宮崎港-大阪港（南港））

10月7日 : 2便が欠航。
- 大分ホーバーフェリー（大分基地-大分空港）

10月7日 : 終日欠航。
- 国道九四フェリー（佐賀関港-三崎港）

10月7日 : 8時半発の便から終日欠航。
- 関西汽船（大阪港（南港）-別府港）

10月7日 : 終日欠航。
- 宇和島運輸（八幡浜港-臼杵港・八幡浜港-別府港）

10月7日 : 臼杵行きは、八幡浜9時40分発から、別府港は10時15分発から終日欠航。
- 九四オレンジフェリー（八幡浜港-臼杵港）

10月7日 : 上下計4便が欠航する。
- ダイヤモンドフェリー

10月7日 : 始発便から全便欠航。
- その他

熊本-島原間のフェリーの一部、長崎-五島便の大半、福岡・北九州両市の市営渡し船でも一部が欠航。
- 石崎汽船（松山港-広島港）

10月7日 : 夕方から欠航。
- せと観光ボート（松山港-広島港）

10月7日 : 夕方から欠航。
- ベイ・シャトル（神戸-関空ベイ・シャトル）

10月7日 : 午後2時以降の神戸空港発。午後3時以降の関西空港発が欠航。
10月8日 : 全便欠航。
- ジャンボフェリー（神戸港-高松港）

10月7日 : 午後3時半以降、上下7便欠航。
- 明石淡路フェリー

10月7日 : 午後から終日欠航。
- 津エアポートライン

10月7日 : 午後に2航路、計12往復24便が欠航（内、松阪-中部空港航路については 3往復6便が欠航）。
- 伊勢湾フェリー

10月8日 : 全便欠航。
- 太平洋フェリー

10月8-9日 : 全便が欠航。
- 名鉄海上観光船

10月7日 : 午後から最終便まで欠航。
- 新日本海フェリー

10月8-9日 : 秋田港発着の2便が欠航。

### 航空
- 日本航空

10月7日 : 宮崎空港（宮崎）、鹿児島空港（鹿児島）、奄美空港（奄美大島）や徳之島空港（徳之島）の発着便など69便が欠航。
10月8日 : 85便が欠航。約1万6200人に影響。
- 日本エアコミューター

10月7日 : 那覇空港（沖縄）、鹿児島の離島の発着便を中心に計72便が欠航。
10月8日 : 大阪発着便を中心に23便が欠航。
- スカイネットアジア航空

10月7日 : 羽田空港（東京国際空港）（東京）-宮崎の4便が欠航。
- 全日本空輸（全日空）

10月7日 : 宮崎の発着便を中心に69便が欠航。
10月8日 : 164便が欠航。約1万6200人に影響。
- 琉球エアーコミューター

10月7日 : 那覇空港（沖縄）-南大東空港発着便の2便、那覇空港-奄美空港発着便の2便が欠航。52人に影響。

### 空港
- 福岡空港

10月7日 : 宮崎、天草飛行場（天草）、対馬空港（対馬）などとの計21便が欠航。
- 宮崎空港

10月7日 : 65便が欠航。
10月8日 : 22便が欠航。
- 鹿児島空港

10月7日 : 約70便（内、全離島便の30便）が欠航。
- 松山空港

10月8日 : 計11便が欠航。約400人に影響。
- 関西空港

10月7日 : 国内線・国際線、計23便が欠航。
- 伊丹（大阪国際空港）

10月7日 : 九州方面を中心に計52便が欠航。
- 神戸空港

10月7日 : 新千歳空港（千歳）と羽田空港（東京）、熊本空港（熊本）便の計7便が欠航。
10月8日 : 午前を中心に那覇（沖縄）便を加えた計18便が欠航。
- 中部国際空港

10月7日 : 34便が欠航。
10月8日 : 87便が欠航。
- 秋田空港

10月8日 : 21便が欠航。
- 大館能代空港

10月8日 : 4便が欠航。

### イベント・その他

#### イベント
10月7日
- プロ野球、秋季教育リーグ（フェニックス・リーグ）全8試合が中止[28]。
- サッカーJ2、愛媛県総合運動公園陸上競技場（ニンジニアスタジアム）での愛媛FC - ロアッソ熊本も中止[68]。
- 志摩市・「伊勢えび祭保存会」による伊勢神宮への伊勢エビの献納を10月13日に延期。

10月8日
- 尼崎競艇場で開催中のSG第56回全日本選手権競走の2日目をはじめ、桐生競艇場・江戸川競艇場・蒲郡競艇場・常滑競艇場の競走が中止、順延[69]。
- 全国障害者スポーツ大会、鹿児島・宮崎両県選手の団結団式が中止[28]。
- 11月1-8日に開催される島津発祥まつり（宮崎県都城市）のPRイベントが延期[28]。
- 伊勢市戦争犠牲者追悼式が中止。

10月7日・8日
- 神戸ビエンナーレ2009が7日午後と8日がすべて中止[63]。

10月10日・11日
- 大館市の長木川市民広場で開催予定の「本場大館きりたんぽまつり」が10月11・12日に変更。

#### その他
10月8日
- 四日市市の健康診断のバス巡回が中止。
- 鈴鹿サーキットが休業。
- 志摩スペイン村が休業。
- 伊勢神宮内宮において倒木のために参拝を中止。

10月8日・9日
- 伊勢神宮外宮において倒木のために参拝を中止[27]。

10月8日-10月21日
- 熊野古道の松本峠の峠道・頂上付近において倒木、根元付近の石畳も崩壊して通行止め[70]。大吹峠においても倒木が見つかり、「鬼ケ城」への遊歩道も波で崩落して通行止め[70][71][72]。

10月8日-
- 金剛生駒紀泉国定公園・葛城山（大和葛城山）の登山道全域において寸断や崩落・倒木など多数[73]。

10月9日
- 気象庁が気象情報会社のウェザーニューズに対し、台風の上陸地点について独自の情報を発表したとして気象業務法に基づき再発防止を口頭で指導。同社は、台風は三重県の志摩半島に上陸したと発表していた[74][75][76]。

2010年1月6日
- ウェザーニューズは、気象庁が発表した台風18号の経路の確定値について、「速報値よりも西寄りの経路が出された」という認識を示し、気象庁の確定値が、同社が独自に出した進路解析の地点に近づいたという見解を発表した[77]。

1月28日
- 気象庁は、ウェザーニューズが1月6日付で発表した資料に関して、同社に対する指導を行ったことを発表した。 同発表の中で気象庁は、「速報値は度分単位で表現し、確定値は0.1度単位で表現した。単位の違いであって、経路を変更したのではない」としている[78]。